# تمپل‌پاتریک
تمپل‌پاتریک (به انگلیسی: Templepatrick) یک روستا در بریتانیا است که در شهرستان انتریم واقع شده‌است. تمپل‌پاتریک ۱٬۴۳۷ نفر جمعیت دارد.